# 鳥取県道155号網代港岩美停車場線
鳥取県道155号網代港岩美停車場線（とっとりけんどう155ごう あじろこういわみていしゃじょうせん）は、鳥取県岩美郡岩美町を通る一般県道である。

## 概要
岩美郡岩美町大字網代から岩美郡岩美町大字浦富に至る。

### 路線データ
- 起点：鳥取県岩美郡岩美町大字網代（網代漁港・網代港臨港道路交点）
- 終点：鳥取県岩美郡岩美町大字浦富（JR西日本山陰本線 岩美駅前、鳥取県道164号岩美停車場線・鳥取県道186号岩美停車場新井線起点）
- 総延長：7.2 km

## 歴史
- 2015年（平成27年）3月31日 - 鳥取県告示第218号により、鳥取県道27号網代港線の一部（岩美郡岩美町大字網代（網代漁港） - 網代隧道 - 岩美郡岩美町大字岩本（岩本簡易郵便局）間）が岩美町道に移行したことにより、鳥取県道27号網代港線とは網代港臨港道路を介して接続するかたちに改められた[1][2]。
- 2017年（平成29年）3月31日 - 鳥取県告示第253・255号により、岩美郡岩美町大字牧谷 - 岩美郡岩美町大字浦富（浦富IC）間が国道178号との重複区間となった。これは、翌4月1日に山陰近畿自動車道福部IC - 岩美IC間に並行していた国道9号が国道の指定から外れ、鳥取県道43号鳥取福部線、鳥取県道328号福部岩美線に変更されたことで、そのままでは国道9号と国道178号が直接接続しなくなる問題が発生するためである[3][4]。
- 2023年（令和5年）3月12日 - 鳥取県告示第88号により、山陰近畿自動車道浦富IC - 東浜ICの開通に伴い、岩美郡岩美町大字牧谷 - 岩美郡岩美町大字浦富（浦富IC）間が再び本路線の単独区間となった[5][6][7][8][9]。

## 路線状況

### 重複区間
| 重複する路線                  | 重複する場所                                                          |
| ----------------------------- | --------------------------------------------------------------------- |
| 国道178号                     | 岩美郡岩美町大字浦富・浦富海岸交差点 - 岩美郡岩美町大字牧谷           |
| 鳥取県道186号岩美停車場新井線 | 岩美郡岩美町大字浦富・岩美駅入口交差点 - 岩美郡岩美町大字浦富（終点） |

## 地理

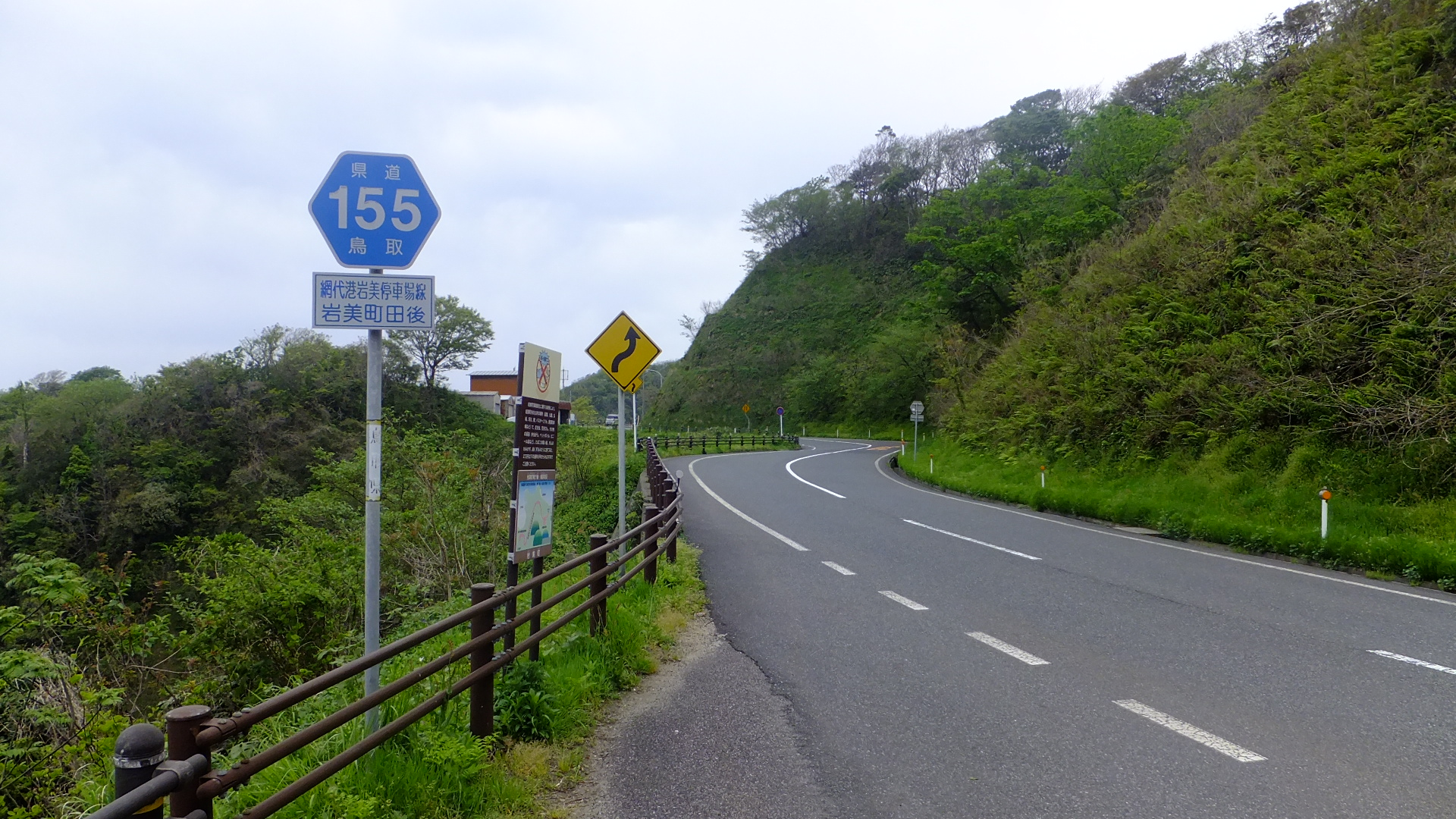
本道の標識
岩美郡岩美町田後で撮影

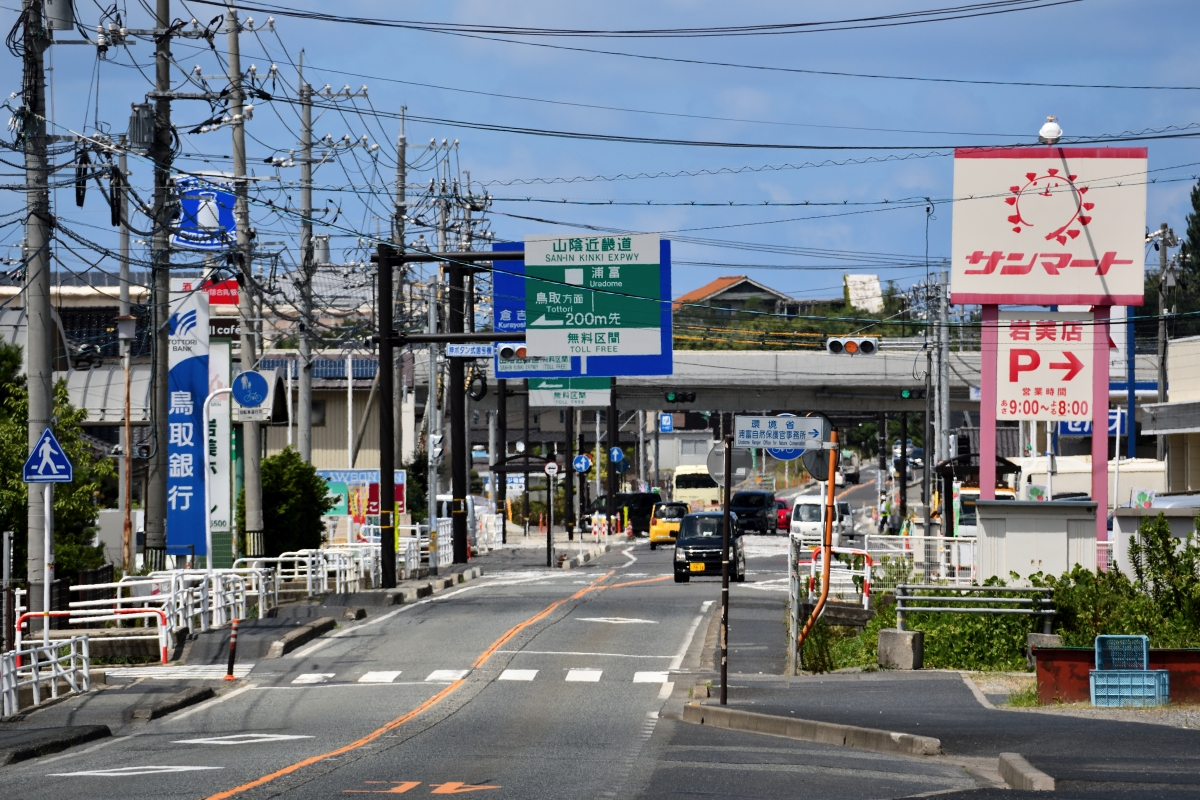
浦富IC付近の商業地区。
岩美郡岩美町浦富で撮影

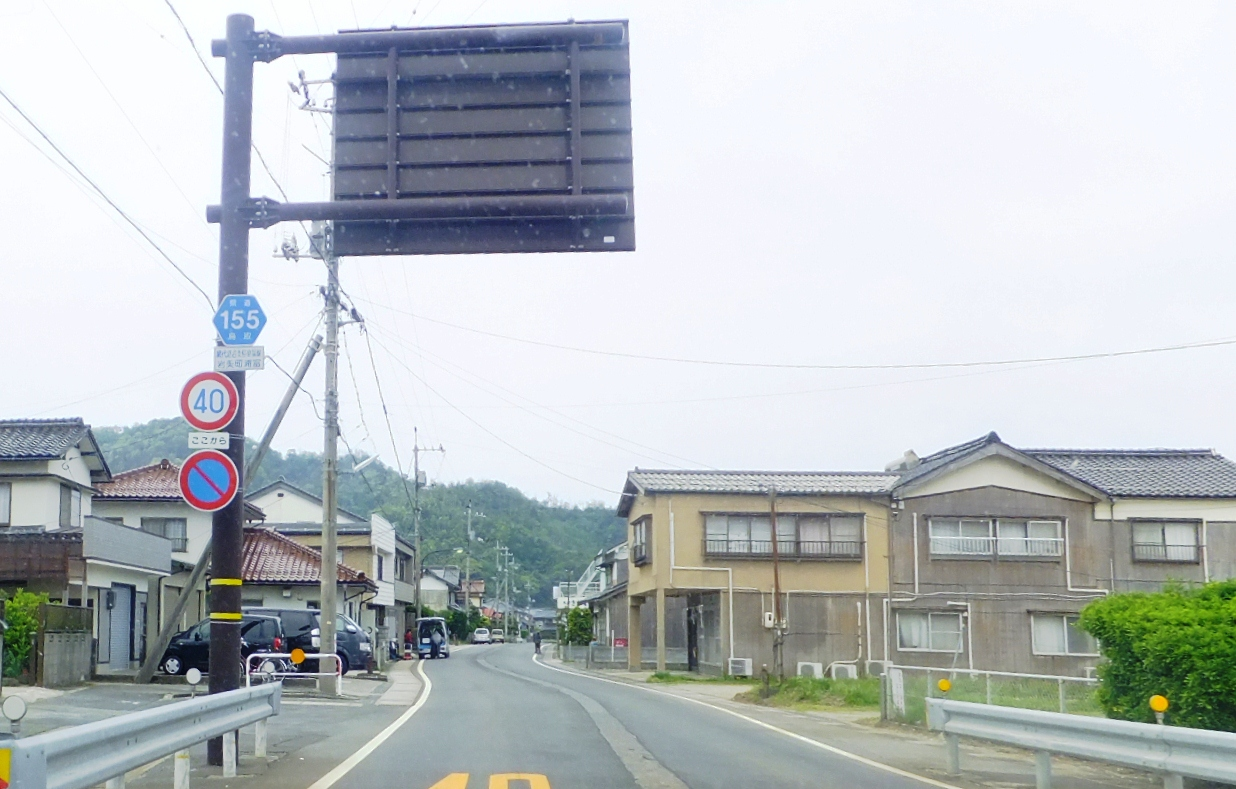
国道178号とのT字路付近
岩美郡岩美町浦富で撮影

### 通過する自治体
- 鳥取県
  - 岩美郡岩美町

### 交差する道路
| 交差する道路                                                         | 交差する場所 | 交差する場所        |
| -------------------------------------------------------------------- | ------------ | ------------------- |
| 網代港臨港道路                                                       | 大字網代     | 起点                |
| 国道178号 重複区間起点                                               | 大字浦富     | 浦富海岸交差点      |
| 国道178号 重複区間終点                                               | 大字牧谷     |                     |
| E9 山陰近畿自動車道 / 岩美道路                                       | 大字浦富     | 浦富IC交差点 浦富IC |
| 鳥取県道186号岩美停車場新井線 重複区間起点                           | 大字浦富     | 岩美駅入口交差点    |
| 鳥取県道164号岩美停車場線 鳥取県道186号岩美停車場新井線 重複区間終点 | 大字浦富     | 終点                |

### 沿線
- 網代漁港
- 浦富海岸
- 岩美町立岩美北小学校
- 岩美町役場
- 岩美町立岩美中学校
- 鳥取県立岩美高等学校
- JR西日本山陰本線 岩美駅